# Aleksej Ostapenko
Aleksej Aleksandrovič Ostapenko (in russo Алексей Александрович Остапенко?; Saratov, 26 maggio 1986) è un pallavolista russo.
Gioca nel ruolo di centrale nella Volejbol'nyj klub Dinamo Moskva.
È stato sposato con la nuotatrice russa Stanislava Komarova.

## Carriera
La carriera di Aleksej Ostapenko inizia nel 2001, quando entra a far parte del settore giovanile del Neftjanik Jaroslavl. Nel 2005 vince il campionato mondiale Under-21, dove viene premiato come miglior muro e miglior servizio, ed inizia la carriera da professionista col Volejbol'nyj Klub Luč di Mosca; sempre nello stesso anno debutta in nazionale maggiore all'All-Star Game.
Dalla stagione 2006-2007 inizia una lunga militanza di sei anni con la Volejbol'nyj klub Dinamo Moskva, vincendo una volta la Superliga e due volte sia la Coppa di Russia che la Supercoppa russa; in ambito europeo si aggiudica la Coppa CEV 2011-12. Durante questi anni diventa un punto fisso anche in nazionale, classificandosi al terzo posto in World League nel 2006 e nel 2008, con in mezzo il secondo posto del 2007; sempre nel 2007 è finalista al campionato europeo, risultato che gli permette la partecipazione alla Coppa del Mondo, dove si classifica nuovamente al secondo posto. Nel 2008 partecipa ai Giochi della XXIX Olimpiade, dove vince la medaglia di bronzo; nel corso della competizione cade vittima di un grave infortunio, che lo costringe a saltare la stagione successiva col suo club ed in seguito non gli permette di giocare costantemente.
Nella stagione 2012-13 viene ingaggiato dal Volejbol'nyj Klub Gubernija, club col quale gioca due campionati, raggiungendo la finale della Coppa CEV 2013-14. Nella stagione 2014-15 lascia per la prima volta la Russia per giocare nella Serie A1 italiana con la Pallavolo Piacenza, per poi ritornare in patria: per l'annata successiva si accorda con la Volejbol'nyj klub Lokomotiv Novosibirsk ma, a causa del prolungarsi dei tempi di recupero in seguito ad un'operazione al ginocchio, il contratto viene risolto consensualmente prima dell'inizio del campionato.
Nella stagione 2016-17 si accorda con la Volejbol'nyj klub Dinamo Moskva.

## Palmarès

### Club
- Campionato russo: 1

2007-08
- Coppa di Russia: 2

2006, 2008
- Supercoppa russa: 2

2008, 2009
- Coppa CEV: 1

2011-12

### Nazionale (competizioni minori)
- Campionato mondiale Under-21 2005
- Memorial Hubert Wagner 2017

### Premi individuali
- 2005 - Campionato mondiale Under-21: Miglior muro
- 2005 - Campionato mondiale Under-21: Miglior servizio
- 2007 - Coppa di Russia: Miglior servizio